# Ctenocella granulata
Ctenocella granulata är en korallart som först beskrevs av Eugen Johann Christoph Esper 1788.  Ctenocella granulata ingår i släktet Ctenocella och familjen Ellisellidae. Inga underarter finns listade i Catalogue of Life.